# Land Hannover
Das Land Hannover war ein Land im Nordwesten Deutschlands. Die britische Militärregierung gab mit der Verordnung Nr. 46 vom 23. August 1946 einigen ehemaligen Provinzen des Freistaats Preußen den Status eines Landes; so entstand unter anderem das Land Hannover aus der preußischen Provinz Hannover. Es bestand bis zur Errichtung des Landes Niedersachsen zum 1. November 1946. Das Land Hannover sah sich in der Tradition des 1866 vom Königreich Preußen annektierten Königreichs Hannover, was sich auch in der Staatssymbolik verdeutlichte.

## Geografie
Das Land Hannover umfasste das Gebiet des ehemaligen Königreichs Hannover ohne die in der Sowjetischen Besatzungszone liegenden Landesteile und unter Berücksichtigung von Grenzkorrekturen und Gebietstauschen während der Zeit der preußischen Provinz Hannover. Es umfasste damit den weitaus größten Teil des heutigen Niedersachsen.

## Geschichte
Nach dem Zweiten Weltkrieg wurde das Land Hannover mit der Verordnung Nr. 46 der britischen Militärregierung vom 23. August 1946 betreffend die Auflösung der Provinzen des ehemaligen Landes Preußen in der Britischen Zone und ihre Neubildung als selbständige Länder gegründet. Zum ersten Ministerpräsidenten wurde Hinrich Wilhelm Kopf ernannt. Zur Kontrolle der Landesregierung unter Kopf wurde ab dem 23. August 1946 der Hannoversche Landtag von der Britischen Militärregierung eingesetzt.
Die britische Militärregierung genehmigte auf Betreiben Kopfs die Vereinigung des Freistaates Braunschweig, des Freistaates Oldenburg und des Freistaates Schaumburg-Lippe mit dem Land Hannover zum neuen Land Niedersachsen mit Wirkung vom 1. November 1946. Hinrich Wilhelm Kopf diskutierte zeitweise noch territorial weiterreichende Varianten Niedersachsens unter Einschluss Bremens und Ostwestfalen-Lippes. Ausgenommen hiervon waren der bis dahin braunschweigische östliche Teil des Landkreises Blankenburg sowie die ebenfalls zu Braunschweig gehörende Exklave Calvörde als Amt Calvörde des Landkreises Helmstedt, die in die Sowjetische Besatzungszone (SBZ) fielen und in das Land Sachsen-Anhalt integriert wurden, sowie das bis dahin hannöversche Amt Neuhaus und die rechtselbischen Stadtteile Bleckedes, die an die SBZ fielen und erst 1993 nach Niedersachsen rückgegliedert wurden.